# Protorthodes variabilis
Protorthodes variabilis är en fjärilsart som beskrevs av Barnes och Mcdunnough 1912. Protorthodes variabilis ingår i släktet Protorthodes och familjen nattflyn. Inga underarter finns listade i Catalogue of Life.